# Quan hệ Nam Tư – Việt Nam

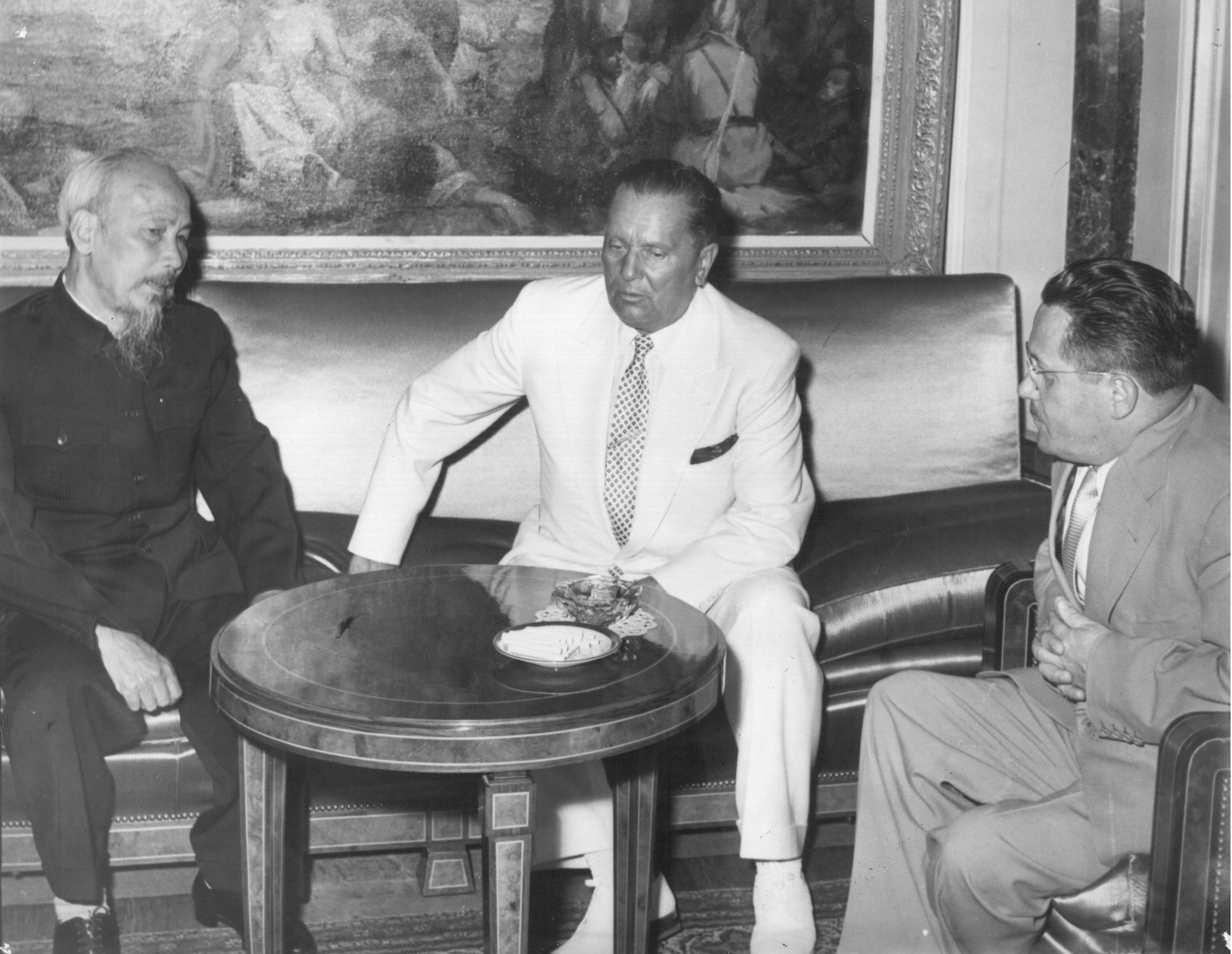
Stevan Kragujević, Hồ Chí Minh, Josip Broz Tito và Edvard Kardelj tại Beograd năm 1957

Quan hệ Nam Tư – Việt Nam là mối quan hệ đối ngoại lịch sử giữa Việt Nam (trước là Việt Nam Dân chủ Cộng hòa) và Cộng hòa Liên bang Xã hội chủ nghĩa Nam Tư. Hai nước thiết lập quan hệ song phương chính thức vào năm 1957. Mối quan hệ phần lớn mang gang màu đỏ do công chúng Nam Tư có cái nhìn tích cực về Việt Nam, đó là kết quả của việc Việt Nam chống ngoại quốc xâm lược và là thành viên chung trong Phong trào không liên kết.
Nam Tư là quốc gia cộng sản châu Âu duy nhất bên ngoài Khối phía Đông và có quan hệ phát triển với Hoa Kỳ, nhưng nước này rõ ràng và công khai tách mình khỏi chính sách của Mỹ ở Việt Nam. Trong thập niên 1960,  các cuộc biểu tình, tuần hành phản chiến chống Mỹ, phản đối Chiến tranh Việt Nam diễn ra tại các thành phố của Nam Tư. Năm 1967, Nam Tư bình thường hóa quan hệ với Tòa Thánh, Giáo hoàng Phaolô VI và Tổng thống Nam Tư Josip Broz Tito đã cùng nỗ lực để đạt được hòa bình ở Việt Nam. Năm 1969, các tổ chức từ thiện của Nam Tư thành lập Ủy ban Điều phối Viện trợ Nhân dân Việt Nam – Đông Dương trực thuộc Liên minh Xã hội chủ nghĩa của Nhân dân Lao động Nam Tư. Từ ngày 18 đến ngày 24 tháng 5 năm 1971, Bộ trưởng Bộ Ngoại giao Chính phủ Cách mạng lâm thời Cộng hòa miền Nam Việt Nam, bà Nguyễn Thị Bình có chuyến viếng thăm Nam Tư. Tại đây, bà gặp nguyên soái Tito, Mitja Ribičić, Mirko Tepavac và Gustav Vlahov, trong đó hai bên nhất trí chính thức thiết lập quan hệ song phương.
Chiến tranh biên giới Việt Nam – Campuchia đã gây ảnh hưởng xấu lên quan hệ giữa Nam Tư và Việt Nam. Beograd tin rằng đây là việc nội bộ của Campuchia nên sự can thiệp của nước ngoài là không hợp lý và chỉ làm xung đột Xô – Trung thêm căng thẳng hơn.